# Ocoliș (gmina)
Ocoliș – gmina w Rumunii, w okręgu Alba. Obejmuje miejscowości Lunca Largă, Ocoliș, Runc i Vidolm. W 2011 roku liczyła 616 mieszkańców. 